# Stryków
Stryków è un comune urbano-rurale polacco del distretto di Zgierz, nel voivodato di Łódź.
Ricopre una superficie di 157,84 km² e nel 2004 contava 12 046 abitanti.